# Célula nervosa
Célula nervosa ou célula neural  é a unidade básica constitutiva do sistema nervoso. 
Existem basicamente dois tipos celulares,  os neurônios e as células Gliócitas ou Glias,  com numerosas subdivisões em cada um desses tipos.
Os neurônios são células nervosas altamente especializadas na transmissão de informações e constituem apenas 10% das células do  sistema nervoso. Extremamente sensíveis, são capazes de perceber as mínimas variações  no ambiente, reagindo com uma alteração elétrica, que percorre sua membrana. Essa alteração elétrica é o impulso nervoso.  Através de sinapses, os neurônios estabelecem conexões entre si, transmitindo, uns aos outros, os estímulos recebidos do ambiente e assim  gerando uma reação em cadeia - à semelhança de linhas telegráficas -,  através da qual as "mensagens" são transmitidas de uma parte do organismo para outra. Isso permite ao animal coordenar as suas ações. 
Entre os neurônios existem as células da glia, que constituem 90% do sistema e sustentam os neurônios. Possuem uma forma estrelada e numerosos prolongamentos ramificados que envolvem as diferentes estruturas do tecido nervoso. Descritas há mais de 150 anos, as células gliais eram consideradas, até recentemente, como meras células de suporte, passivas e à margem do  funcionamento do sistema. No entanto, a partir da década de 1990, o avanço das neurociências resultou em uma importante mudança de paradigma com referência à função e ao papel dessas células na fisiologia e na patologia neurais. Descobriu-se, por exemplo,  que células gliais são excitáveis e se comunicam química e eletricamente com outras células. Descobriu-se também  que são células-tronco, podendo gerar diferentes tipos celulares.  Ademais, há  evidências   de que as células gliais estão intimamente envolvidas no controle da atividade neuronial e da retransmissão sináptica. 